# Фризия (королевство)
Фризское королевство (лат. Magna Frisia) — бывшее королевство на территории современных Нидерландов и северной Германии, образовавшееся приблизительно в 500-е годы.
Королевство фризов было завоёвано Франкским государством во главе с Карлом Мартеллом после битвы на Борне (734 год).

## Великое переселение народов
Во время великого переселения народов фризы (германцы) обосновались на севере и западе Нижних земель. К этому периоду относится предполагаемое правление короля Аудульфа. Фризы состояли из племён со свободными связями, сосредоточенными на военных формированиях, но без сильной центральной власти. Во второй половине VII столетия Фризское королевство достигло своего максимального расширения.

## История войн

Государство фризов в 716 году

Титул фризских правителей неизвестен. Франкские источники называют их герцогами. Другие источники часто называют их королями. В письменных источниках сообщается только о трёх правителях.

### Альдгисл
Во время правления короля Альдгисла у фризов завязался конфликт с франкским майордомом Эброином на старых римских укрепленных границах. Альдгисл мог держать франков с их армией на расстоянии. В 678 году он оказал гостеприимство англосаксонскому епископу Вилфриду Йоркскому, который также отрицательно относился к франкам.

### Радбод

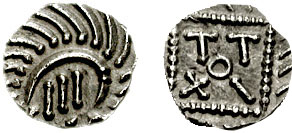
Фризский скеат, ок. 710—735 г.

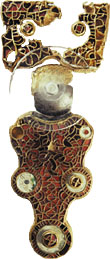
Фибула VII века, найденная в 1935 году близ деревни Вийналдум

В правление Радбода ход войны разворачивался в пользу франков: в 690 франки победили в сражении при Дорестаде под предводительством майордома Пипина Геристальского. Хотя не все последствия этого сражения ясны, Дорестад стал вновь франкским городом, так же как замки Утрехт и Фехтен. Предполагается, что влияние франков в это время простиралось с юга Ауде-Рейна до побережья, но эти данные могут быть неточными, потому что влияние фризов в центральных речных областях не исчезло полностью. По крайней мере, фризы основали архиепископство или диоцез для Виллиброрда, а в 711 году был заключён брак между Гримоальдом Младшим, старшим сыном Пипина Геристальского, и Теодезиндой, дочерью Радбода.
После того, как Пипин Геристальский умер в 714 году, Радбод воспользовался борьбой за власть среди франков и возвратил южную Фризию. Он заключил соглашение с майордомом Нейстрии Рагенфредом, по которому в 716 году его армия смогла пройти по земле франков до Кёльна, где фризы одержали победу над войском Австразии в сражении. Однако в том же году войско Радбода и Рагенфреда потерпело от Карла Мартелла поражение в сражении на Амблеве. Радбод планировал напасть на Франкское государство во второй раз и мобилизовал многочисленную армию, но прежде, чем он смог это сделать, он заболел и умер осенью 719 года.
Нет ясности в вопросе, кто был преемником Радбода. Считается, что определение нового правителя вызвало трудности, потому что противник фризов франк Карл Мартелл смог легко вторгнуться во Фризию и завоевать значительную часть её территории. Сопротивление было настолько слабо, что Карл Мартелл не только захватил ближнюю Фризию («более близкая» часть Фризии к югу от Рейна), но также пересек Рейн и захватил «дальнюю» часть Фризии до берега реки Вли.

### Поппо
В 733 году Карл Мартелл послал армию против фризов. Фризская армия была отброшена к Остерго. В следующем году произошло сражение на Борне. Карл переправил армию через реку Аелмере вместе с флотом, который позволил ему подплыть к Борну. Фризы были побеждены в следующем сражении, а их король Поппо был убит. Победители начали грабить и жечь языческие храмы. Карл Мартелл возвратился с большим количеством трофеев, сломив власть фризских королей навсегда.

## После завоевания франками
После сражения на реке Борн в 734 году франки захватили фризские земли между реками Вли и Лауэрс. В 785 году, после победы Карла Великого над Видукиндом Саксонским, франки завоевали земли к востоку от реки Лауэрс. При Каролингах Фризией правил граф (grewan); это слово обозначало скорее королевского наместника, чем феодального владетеля. Фризская правда (лат. Lex Frisionum), кодекс законов фризов, была записана на латыни во время правления Карла Великого.

## Видеоматериалы
Видеоролик о торговых операциях Фризии.